# Mormanno
Mormanno ist eine italienische Stadt in der Provinz Cosenza in Kalabrien mit 2573 Einwohnern (Stand 31. Dezember 2023).

## Lage und Daten
Mormanno liegt etwa 98 km nördlich von Cosenza im Nationalpark Pollino am Oberlauf des Flusses Lao. Die Nachbargemeinden sind Laino Castello, Morano Calabro, Orsomarso, Papasidero, Rotonda (PZ) und Saracena.

## Verkehr
Der Ort hatte einen Bahnhof an der Bahnstrecke Lagonegro–Spezzano Albanese.

## Sehenswürdigkeiten
Die Pfarrkirche ist im 15. Jahrhundert im Stil des Barocks erbaut worden. Im Inneren der Kirche steht ein Taufbecken aus dem Jahr 1578. 2021 wurde zudem die zweite Pfarrkirche Santa Maria Goretti geweiht.